# 優秀環
可換環論の優秀環（ゆうしゅうかん、英: excellent ring）、またはエクセレント環とは、ネーターな可換環であって完備化の操作に関して振る舞いがよく、さらに強鎖状であるもののことをいう。また、強鎖状以外の条件を満たす環のことを準優秀環、または準エクセレント環という。優秀環は、数論や代数幾何学に現れるほとんどの環を含み、かつ振る舞いのよい自然な環のクラスを探求する中で生まれた。ネーター環がそのクラスだと考えられていた頃もあったようだが、一般のネーター環は必ずしも振る舞いがよくないことを示す奇妙な反例が永田雅宜らによって複数発見された。例えば、正規ネーター局所環は必ずしも解析的正規ではない。
優秀環のクラスは、振る舞いのよい環のクラスの候補としてアレクサンドル・グロタンディークによって1965年に定義された。準優秀環上では特異点解消問題を解くことができるだろうと予想されている。標数0の場合には広中平祐によってこれは示されているが、正標数の場合は大きな未解決問題として残されている（2016年）。基本的には、代数幾何学や数論に自然に現れるネーター環はすべて優秀である。優秀ではないネーター環の例を構成するのはかなり難しい。

## 定義
優秀環の定義は非常に込み入っているため、まず優秀環の定義に必要な各種の技術的な条件を復習しなければならない。優秀環であるためには非常に多くの条件を満たす必要があるように見えるかもしれないが、実際にはほとんどの環は優秀である。例えば、体や多項式環、完備なネーター環、標数0のデデキント環（{\displaystyle \mathbb {Z} } など）、そしてこれらの商や局所化を取ったものは全て優秀である。

### 定義の準備
- 体 {\displaystyle k} を含む環 {\displaystyle R} が {\displaystyle k} 上幾何学的に正則（英語版）とは、{\displaystyle k} の任意の有限次拡大 {\displaystyle K} に対して環 {\displaystyle R\otimes _{k}K} が正則であることをいう。

- 環の準同型 {\displaystyle R\to S} が正則であるとは、平坦かつ全ての {\displaystyle {\mathfrak {p}}\in {\text{Spec}}(R)} に対してファイバー {\displaystyle S\otimes _{R}\kappa ({\mathfrak {p}})} が {\displaystyle {\mathfrak {p}}} の剰余体 {\displaystyle \kappa ({\mathfrak {p}})} 上幾何学的に正則であることをいう。

- 環 {\displaystyle R} がG環（英語版）[2]（またはグロタンディーク環）であるとは、ネーターかつその形式的ファイバーが幾何学的に正則であることをいう。これは、任意の {\displaystyle {\mathfrak {p}}\in {\text{Spec}}(R)} に対して、その局所化から完備化への準同型 {\displaystyle R_{\mathfrak {p}}\to {\hat {R_{\mathfrak {p}}}}} が先の意味で正則であるという意味である。

最後に、環がJ-2であるとは、任意の有限型 {\displaystyle R} 代数 {\displaystyle S} がJ-1であること、つまり正則部分スキーム
{\displaystyle {\text{Reg}}({\text{Spec}}(S))\subset {\text{Spec}}(S)}
が開であることをいう。

### 優秀環と準優秀環の定義
環
{\displaystyle R}
がG環かつJ-2環であるとき準優秀という。さらに、強鎖状であるとき優秀というpg 214。実際上のほとんどのネーター環は強鎖状なので、優秀環と準優秀環の差は大きくない。
スキームが優秀、または準優秀であるとは、この性質を持つ開アフィン部分スキームによる被覆を持つことをいう。このとき、任意の開アフィン部分スキームは同様の性質を持つ。

## 性質
優秀環
{\displaystyle R}
はG環なので、定義よりネーター環である。強鎖状なので、任意の2つの素イデアルを結ぶ素イデアルの極大鎖はすべて同じ長さを持つ。このことはこの環の次元の研究に便利である。ある特定の極大鎖によって次元を抑えられるからである。実際これは、素イデアルの極大鎖の帰納的定義を持つ無限次元ネーター環は作れないことを意味する。

### スキーム
優秀スキーム {\displaystyle X} に対して局所的に有限型な射 {\displaystyle f:X'\to X} があったとすると、{\displaystyle X'} は優秀であるpg 217。

### 準優秀環
準優秀環は永田環。
準優秀かつ被約な局所環は解析的被約。
準優秀かつ正規な局所環は解析的正規。

## 例

### 優秀環
以下の例に示されるように、数論や代数幾何学に自然に現れるほとんどの可換環は優秀である。
- 全ての完備ネーター局所環は優秀[9]。体や p 進整数の環 Zp など。

- 全ての標数0のデデキント環は優秀。特に、整数環 Z は優秀である。標数が0より大きい体上のデデキント環は優秀とは限らない。

- 実数体 R や複素数体 C 上の有限個変数の収束冪級数の環は優秀[10]。

- 優秀環の局所化は優秀[11]。

- 優秀環上有限生成な環は優秀[11]。したがって優秀環 {\displaystyle R} 上多項式で生成される環 {\displaystyle R[x_{1},\ldots ,x_{n}]/(f_{1},\ldots ,f_{k})} は優秀である。これは代数幾何学で考察の対象になるほとんどの環は優秀であることを意味する。

### G環ではないJ-2環
標数 p > 0 で次元が1の離散付値環
A
でJ-2であるがG環ではない、したがって準優秀でもない環の例を挙げる。k を標数
p
の体で
[k : kp] = ∞
となるものとする。冪級数 Σaixi で
[kp(a0, a1, ...) : kp]
が有限になるもの全体の環を
A
とする。A の形式的ファイバーは幾何学的に正則にならないので、A
はG環ではない。次元が1以下の全てのネーター局所環はJ-2環なので、これはJ-2環である。また、これはデデキント環なので強鎖状である。ここで、kp はフロベニウス射
a → ap
による
k
の像である。

### J-2環ではないG環
G環だがJ-2環ではなく、したがって準優秀でもない環の例を挙げる。無限に多くの不定元を持つ多項式環 k[x1,x2,...] の部分環
R
を、全ての不定元の2乗と3乗で生成されるものとして定義し、xn
で生成されるどのイデアルにも入らない元の逆元を
R
に付け加えた環を
S
とする。S
は1次元ネーター整域でG環であるが、S
の全ての閉点は尖型特異点なので特異点の集合が閉にならず、J-1環ではない。この環も、任意の素イデアルでの局所化が正則環の商になるため、強鎖状である。

### 優秀ではない準優秀環
鎖状だが強鎖状ではない2次元ネーター局所環の永田の例はG環で、任意の局所G環はJ-2環(Matsumura 1980, p.88, 260)なのでJ-2環でもある。したがってこれは準優秀かつ鎖状な局所環だが優秀ではない環の例になっている。

## 特異点解消
準優秀環は特異点解消の問題と密接に関係している。準優秀環を定義したグロタンディークの動機pg 218はこれだったと考えられる。グロタンディーク (1965) は、整な完備ネーター局所環の特異点を解消することが可能ならば、被約準優秀環の特異点を解消することも可能であることを観察した。広中平祐 (1964) は標数0の体上の整な完備ネーター局所環に対して特異点解消が可能であることを証明した。その結果、標数0の体上の優秀スキームの特異点は解消可能であることが示された。逆に、ネーター環 R 上の整な有限代数の Spec の特異点を解消することが可能ならば、環 R は準優秀である。